# Hartmut El Kurdi

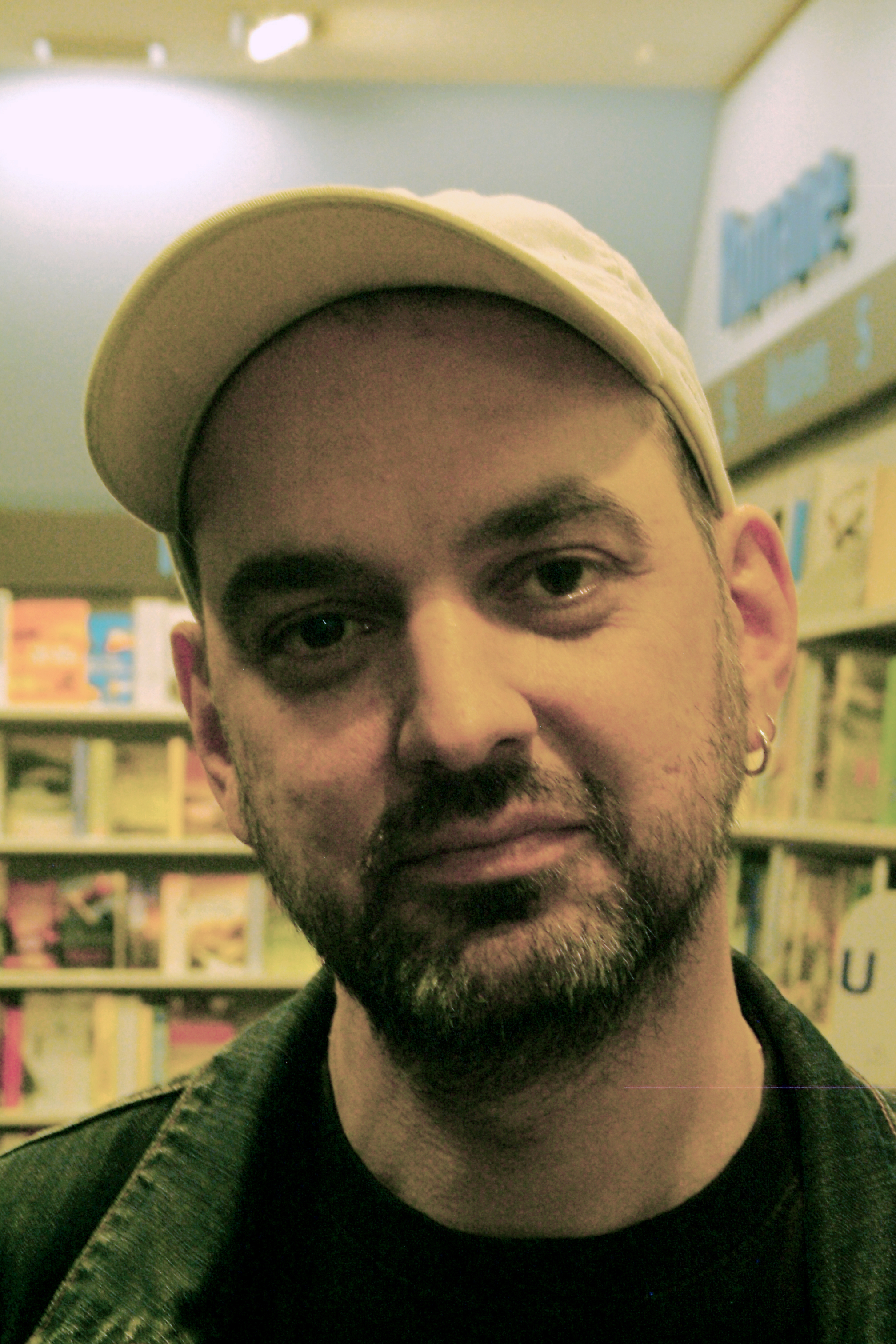
Hartmut El Kurdi (2012)

Hartmut El Kurdi (* 1964 in Amman, Jordanien) ist ein deutscher Schriftsteller.

## Leben
Hartmut El Kurdis Mutter ist Deutsche, sein Vater Jordanier, der Großvater Kurde, die Großmutter Tscherkessin. Er wuchs in London und Kassel auf, studierte an der Universität Hildesheim Kulturwissenschaften und ästhetische Praxis und lebt seit 2009 in Hannover.
Für die Berliner taz und verschiedene Stadtmagazine schreibt er satirische Kolumnen. Er verfasst Theaterstücke, Hörspiele und Prosa. Außerdem ist er als Schauspieler und Theaterregisseur tätig. Unter anderem inszenierte er am Staatstheater Braunschweig, Kinder- und Jugendtheater Dortmund, Volkstheater Rostock, Schauspiel Essen und Stadttheater Hildesheim. Seit der Spielzeit 2015/2016 war er als Dramaturg am Staatstheater Hannover tätig.
Seit 2006 ist El Kurdi unter dem Pseudonym Reverend Al Twang Gitarrist bei der Band The Twang.
Im April 2007 wurde bundesweit das Vorgehen des Braunschweiger Oberbürgermeisters Gert Hoffmann von der CDU gegen El Kurdi diskutiert. Hoffmann fühlte sich von El Kurdi wegen dessen satirischer Texte und eines Verweises auf Hoffmanns frühere NPD-Mitgliedschaft beleidigt und persönlich angegriffen und hatte daraufhin Mitarbeiter der Braunschweiger Stadtverwaltung angewiesen, bei offiziellen Anlässen nicht mehr gemeinsam mit El Kurdi aufzutreten, was de facto einem Auftrittsverbot El Kurdis bei städtischen und städtisch finanzierten Kulturveranstaltungen gleichkam. Hoffmann wurde vom Deutschen Kulturrat für sein Vorgehen gerügt, nahm aber die umstrittene Anweisung trotz erheblicher Kritik nicht zurück. In der Folge zog El Kurdi nach Hannover.
Von 2010 bis 2015 war Hartmut El Kurdi Jury-Mitglied des von der Wochenzeitung Die Zeit in Zusammenarbeit mit Radio Bremen vergebenen Kinder- und Jugendbuchpreises „Luchs“. Außerdem schreibt El Kurdi in der Zeit regelmäßig Besprechungen von neu erschienenen Kinder- und Jugendbüchern.
Er ist Mitgründer des PEN Berlin.

## Auszeichnungen
- 2002: Deutscher Kinderhörspielpreis für das Kinderhörspiel Angstmän (Produktion DeutschlandRadio Berlin)
- 2016: Nordstemmer Zuckerrübe für Angstmän
- 2022: Deutscher Kinderhörspielpreis für das Kinderhörspiel Clevergirl  (Produktion WDR)

## Werke
- Boomtown Braunschweig: eine Büro-Ballade in 3 Akten und 2 Ordnern. Appelhans, Braunschweig 1999, ISBN 3-930292-26-2
- Die Oma-Patrouille. Verlag Michael Kröger, Braunschweig 2000, ISBN 3-9802446-3-6
- Schwarzrote Pop-Perlen. The Essence of Rock, Band 2. Wehrhahn, Laatzen 2001, ISBN 3-932324-82-X
- Mein Leben als Teilzeit-Flaneur. Edition Tiamat, Berlin 2001, ISBN 3-89320-047-9
- Barfuß auf der Busspur. Verlag Michael Kröger, Braunschweig 2004, ISBN 3-9802446-5-2
- Der Viktualien-Araber. Edition Tiamat, Berlin 2007, ISBN 3-89320-106-8
- Revolverhelden auf Klassenfahrt. Edition Tiamat, Berlin, ISBN 978-3-89320-186-0

Kinderbücher
- Angstmän – Eine panische Heldengeschichte. Sauerländer, Düsseldorf 2004, ISBN 3-7941-6019-3
- Angstmän – Eine panische Heldengeschichte. Carlsen (Taschenbuch), Hamburg 2006, ISBN 3-551-37444-9
- Johnny Hübner greift ein. Sauerländer, Düsseldorf 2008, ISBN 978-3-7941-6128-7
- Ritter, Räuber Spökenkieker Sauerländer, Mannheim 2010, ISBN 978-3-7941-8100-1
- BETTMÄN kann nicht schlafen. Carlsen (Hardcover), Hamburg 2015, ISBN 978-3-551-51866-8
- Erwachsene verstehen. Carlsen, Hamburg 2016, ISBN 978-3-551-25197-8
- Ein Dings namens Schröder. Tulipan, München 2017, ISBN 978-3-86429-358-0

CDs
- Angstmän. Ein panisches Kammerspiel. Hörspiel-CD. Patmos, Düsseldorf, ISBN 978-3-491-24078-0
- Die Vorleser. Vol.4. Auf Lesereise. Hörbuch (mit K. Bittermann, H. Rowohlt, F. Tietz, J. Jochimsen). Wortart, Köln 2004.
- Smoke On The Water. Hartmut El Kurdi & The Twang. Countryfied, Braunschweig 2005
- Johnny Hübner greift ein. Kinderhörspiel-CD. Patmos, Düsseldorf 2007, ISBN 978-3-491-24148-0
- Wat soll dat denn?! Kinderhörspiel-CD. Sauerländer-Audio, Mannheim 2012, ISBN 978-3-411-81003-1

Hörspiele im Radio
- Angstmän. Ein panisches Kammerspiel. Kinderhörspiel. Deutschlandradio Berlin 2000
- Johnny Hübner greift ein. Kinderhörspiel. Deutschlandradio Kultur 2006
- Die besten Sagen aus dem Ruhrgebiet. 12 Minihörspiele für Kinder WDR 2010/2011
- Ein Dings namens Pawlak. Kinderhörspiel WDR 2014
- Zwerge versetzen oder Der Goldschatz am Ende des Regenbogens. (gemeinsam mit Wolfram Hänel) Deutschlandradio Kultur 2014
- CLEVERGIRL. WDR 2020
- Oh ja Troja. Deutschlandfunk Kultur 2022

Theaterstücke (Auswahl)
- Der Imbisskrieg oder Nenn mich Ömer. Figurentheaterstück. UA Figurentheater Fadenschein, Braunschweig 1997
- Boomtown Braunschweig. Eine Büroballade in 3 Akten und 2 Ordnern. UA Staatstheater Braunschweig 1998
- Angstmän. Ein panisches Kammerspiel. UA Staatstheater Braunschweig 2000
- Johnny Hübner greift ein. Klassenzimmerstück. UA Volkstheater Rostock 2005
- Zwerge versetzen oder Der Goldschatz am Ende des Regenbogens. (gemeinsam mit Wolfram Hänel) UA Theater Dortmund (KJT) 2014
- Home. Run. Eine grenzverletzende Familiensaga. Staatsschauspiel Hannover[6]
- Clevergirl. Mit Angstmän auf intergalaktischer Mission. UA Staatstheater Braunschweig 2020
- 1975 – Wie ich mit Hilfe anglo-amerikanischer Popularmusik Harmagedon überlebte. UA Theater „Agentur für Weltverbesserungspläne“ Hannover 2024

Als Sprecher
- Ey hör mal.  Ungekürztes Hörbuch des gleichnamigen Romans von Gulraiz Sharif. Hörcompany 2023

Programmhefte
Mit Frank Schäfer, Gerald Fricke und Gastautoren (mit teilweise unveröffentlichten Texten der Gastautoren, erschienen als Programmhefte zur Lese-Show „Lemmy und die Schmöker“, aber auch im Buchhandel erhältlich):
- Schmökalarm Lemmy und die Schmöker, Band 1. Wehrhahn, Laatzen, ISBN 3-932324-03-X
- Tanz der Lemmys Lemmy und die Schmöker, Band 2. Wehrhahn, Laatzen, ISBN 3-932324-07-2
- Kick out the Lems Lemmy und die Schmöker, Band 3. Wehrhahn, Laatzen, ISBN 3-932324-09-9
- Das Schweigen der Lemmys Lemmy und die Schmöker, Band 4. Wehrhahn, Laatzen, ISBN 3-932324-44-7
- Schmök on the water Lemmy und die Schmöker, Band 5. Wehrhahn, Laatzen, ISBN 3-932324-45-5
- Bitter Lemmy Lemmy und die Schmöker, Band 6. Wehrhahn, Laatzen, ISBN 3-932324-46-3
- Caution Lemmy! Lemmy und die Schmöker, Band 7. Verlag Michael Kröger.
- Lemmy The Red Nosed Bookworm Lemmy im Verlag Andreas Reifer Band Eins, ISBN 3-934896-40-5
- Karamba, Karacho, ein Lemmy! Lemmy im Verlag Andreas Reifer Band Zwei, ISBN 3-934896-41-3
- Lemmy Kravitz Lemmy im Verlag Andreas Reifer Band Drei, ISBN 3-934896-42-1
- Lemmy Be Your Lover Lemmy im Verlag Andreas Reifer Band Vier, ISBN 3-934896-43-X
- Höker, Schmöker, Bauernfänger Lemmy im Verlag Andreas Reifer Band Fünf, ISBN 3-934896-44-8
- Santa Lemmy Is Coming To Town Lemmy im Verlag Andreas Reifer Band Sechs, ISBN 3-934896-46-4
- Lemmy Entertain You! Lemmy im Verlag Andreas Reifer Band Sieben, ISBN 3-934896-47-2
- Ernest Lemmingway Lemmy im Verlag Andreas Reifer Band Acht, ISBN 3-934896-48-0

## Belege
1. 1 2  Jan Sedelies: Exilautor: Satiriker Hartmut El Kurdi ist nach Hannover gezogen (Memento vom 5. Januar 2010 im Internet Archive), Hannoversche Allgemeine Zeitung, 2. Januar 2010
2. ↑  Hartmut El Kurdi (Memento des Originals vom 6. August 2016 im Internet Archive)  Info: Der Archivlink wurde automatisch eingesetzt und noch nicht geprüft. Bitte prüfe Original- und Archivlink gemäß Anleitung und entferne dann diesen Hinweis., Niedersächsisches Staatstheater Hannover
3. ↑  Stadt Braunschweig erklärt Künstler zur persona non grata, Neue Musikzeitung, 17. April 2007
4. ↑  Lara Fritzsche: Pressefreiheit: In Ungnade. In: Die Zeit. Nr. 18, 2007 (zeit.de).
5. ↑  Mitgründer:innen. In: PEN Berlin. Archiviert vom Original (nicht mehr online verfügbar) am 18. Juli 2022; abgerufen am 17. Juli 2022.
6. ↑  HOME.RUN. Eine grenzverletzende Familiensaga von und mit Hartmut El Kurdi (Memento des Originals vom 7. November 2017 im Internet Archive)  Info: Der Archivlink wurde automatisch eingesetzt und noch nicht geprüft. Bitte prüfe Original- und Archivlink gemäß Anleitung und entferne dann diesen Hinweis., Schauspiel Hannover, Oktober 2017

| Personendaten    | Personendaten            |
| ---------------- | ------------------------ |
| NAME             | El Kurdi, Hartmut        |
| KURZBESCHREIBUNG | deutscher Schriftsteller |
| GEBURTSDATUM     | 1964                     |
| GEBURTSORT       | Amman, Jordanien         |